# Joaquín Bezos
Joaquín Bezos fue un exfutbolista argentino que se desempeñaba como defensor.
Nació en la ciudad de Buenos Aires el 13 de marzo de 1910, sus padres eran: Teodoro Bezos, español nacido en Villafrechós, provincia de Valladolid en abril de 1879 y la española Bonifacia Manuela Herrero Girón.

## Clubes
| Club                   | País      | Año         |
| ---------------------- | --------- | ----------- |
| River Plate            | Argentina | 1929 - 1938 |
| Defensores de Belgrano | Argentina | 1938        |